# Меморіал пам'яті жертв Голодомору 1932—1933 років (Піски)
Меморіал пам'яті жертв Голодомору 1932—1933 років у селі Піски на Сумщині — комплекс споруд обласного меморіалу на вшанування жертв Голодомору в Україні (1932—1933) у селі Піски Буринського району Сумської області.

## Загальні дані
Меморіальний комплекс споруд відкрито 22 листопада 2008 року на місці масового поховання 1185 жертв Голодомору в Україні (1932—1933) у селі Піски Буринського району Сумської області.

## Опис
Меморіал являє собою комплекс споруджень. Домінантою їх є контур селянського будинку, усередині якого три рівновеликих хрести, що символізують собою смерть людей трьох поколінь: старшого, середнього та дітей. На передньому плані «чашею» розташовані снопи Скорботи — мармурові плити з викарбуваними на них іменами людей.
Загалом на плитах нанесено дані про 1167 жителів с. Піски, які вмерли під час Голодомору 1932—1933 років.
Автором проєкту Меморіалу є художник і письменник Микола Бондаренко з села Успенка Буринського району. Він створив знамениту «Кулінарну книгу» Голодомору, де в малюнках розказано про те, що люди вживали у їжу, щоби вижити в ті страшні часи.